# Holocryptis pura
Holocryptis pura är en fjärilsart som beskrevs av W. Warren 1914. Holocryptis pura ingår i släktet Holocryptis och familjen nattflyn. Inga underarter finns listade i Catalogue of Life.